# Naar Hjertet staar i Brand
Naar Hjertet staar i Brand er en dansk stum romantisk komediefilm fra 1912 produceret af Nordisk Films Kompagni og instrueret af Eduard Schnedler-Sørensen efter manuskript af Nicolai Brechling. Filmens hovedroller spilles af Frederik Buch og Carl Alstrup.
Filmen havde dansk premiere den 23. januar 1912 i Biograf-Theatret og blev i  tysktalende lande distribueret som Sommerflirt og i engelsktalende lande som A Summer Flirtation.

## Handling
To brødre, Max og Aage, er på badehotel og forelsker sig i den henrivende unge pige Edith og kæmper om hendes gunst. Edith vælger Aage, hvorimod Max ender med at blive forfulgt at badestedets skræk, Frk Recyll.

## Medvirkende
- Edith Buemann Psilander	som Edith
- Frederik Buch som Max
- Carl Alstrup som Aage
- Susanne Friis som Frk. Recyll, lærerinde
- Henny Lauritzen
- Zanny Petersen
- Maja Bjerre-Lind
- E. Hermann-Sørensen
- Mathilde Felumb Friis